# Sebastian Llano y de la Quadra
Sebastián Llano y de la Quadra, 1. hrabia Sanafé (ur. 1736, zm. 14 maja 1793 w Hadze) – hiszpański dyplomata.
Pełnił funkcję ambasadora Hiszpanii w różnych krajach europejskich. W roku 1783 jako ambasador w Hadze poślubił baronessę Maríę de Adelmar Paniariui. 
W 1772 odznaczony orderem Karola III. W latach 1772–1780 ambasador Hiszpanii w Szwecji.